# Бініт
Бініт, дюфренуазіт (англ. binnite; нім. Binnit) — мінерал, різновид тенантиту (тенантит срібло-цинковистий) з групи сірчисто-арсенових сполук.

## Загальний опис
Утворює короткі стовпчасті і таблітчаті кристали ромбічної системи. Вельми крихкий. Містить 1,5 % Ag i до 8 % Zn. Інша назва — сарторит.
Зустрічається в доломітах Біненталя, у Тиролі.